# Eduard Schreiber
Eduard Schreiber (25. května 1876 Vídeň – 17. ledna 1962 Schönaich) byl slovenský průkopník kinematografie.
Byl synem podnikatele Josefa Schreibera staršího. Od roku 1896 začal pracovat v Lednické Rovne na velkostatku svého otce. Na velkostatku udělal velké reformy. Zavedl nové technologické postupy a výrazně ho modernizoval. Aktivně také podporoval kulturní a společenský život v Lednické Rovne. Stál u počátků slovenského filmu, když natočil několik krátkých dokumentárních filmů z okolí Lednické Rovne. V roce 1910 natočil svůj jediný hraný film z prostředí místního parku Únos, který se stal prvním hraným filmem na Slovensku.

## Filmografie
- Procesia v Lednici (1907)
- Skok do výšky (1908)
- Rúbanie ľadu (1908)
- Práca na píle (1908)
- Muži na koňoch (1908)
- Muž so žriebäťom (1908)
- Muž s bernardínom (1908)
- Modernizácia píly (1908)
- Lyžovanie (1908)
- Leto na Váhu (1908)
- Futbalista (1908)
- V parku (1909)
- Traja muži v lese (1909)
- Skupina ľudí s bernardínom v parku (1909)
- Skok do diaľky (1909)
- Nakladanie dobytka (1909)
- Mimika Frídy Schreiberovej (1909)
- Kriket (1909)
- Únos (1910)